# Passante

Die Bezeichnung Passante (von frz. passer = vorbeigehen) verwendet man in der ebenen Geometrie für eine Gerade, die einen gegebenen Kreis weder schneidet noch berührt.
Eine Gerade ist genau dann Passante eines Kreises, wenn der Abstand des Kreismittelpunkts von der Geraden größer ist als der Radius des Kreises.

## Gerade und Kegelschnitt
Allgemeiner spricht man auch von der Passanten eines Kegelschnitts (Kreis, Ellipse, Parabel, Hyperbel). 
Eine Passante des Kegelschnitts ist eine Gerade, die diesen weder berührt noch schneidet.